# Pier Luigi Bersani
Pier Luigi Bersani (Bettola, 29 settembre 1951) è un politico e scrittore italiano.
Membro del Partito Comunista Italiano, poi dei Democratici di Sinistra, è stato Presidente della Regione Emilia-Romagna tra il 1993 e il 1996, ricoprendo anche l'incarico di Presidente della Conferenza delle Regioni e delle Province autonome nel 1995, oltreché Ministro dell'industria, del commercio e dell'artigianato nei governi Prodi I e D'Alema I, Ministro dei trasporti e della navigazione nei governi D'Alema II e Amato II e Ministro dello sviluppo economico nel governo Prodi II.
Membro fondatore del Partito Democratico, ne è stato segretario nazionale dal 7 novembre 2009 al 20 aprile 2013, allora membro dell'opposizione parlamentare a Silvio Berlusconi, e inoltre leader della coalizione di centro-sinistra Italia. Bene Comune alle elezioni politiche del 2013, dopo la vittoria alle primarie del 2012.
Nel 2017, dopo varie discussioni sulla linea politica del Partito Democratico adottata con il suo segretario (e successore) Matteo Renzi, esce dal partito per fondare assieme a Roberto Speranza e Massimo D'Alema un nuovo partito di ispirazione socialdemocratica: Articolo Uno - Movimento Democratico e Progressista; rientrerà nel PD nel 2023, a seguito dello scioglimento di Articolo Uno.

## Biografia

### Formazione culturale e politica
Pier Luigi Bersani nasce il 29 settembre 1951 a Bettola, comune montano della Val Nure in provincia di Piacenza, da una famiglia di artigiani, dove suo padre Giuseppe era anche un meccanico e benzinaio. Ha un fratello medico.
In un'intervista a Porta a Porta, il parroco del suo paese natale ha ricordato che Bersani, da bambino e da adolescente, svolse in chiesa il servizio di chierichetto e che, in quanto tale, finì sui giornali locali per aver convinto i suoi compagni di servizio a organizzare uno sciopero e protestare così contro alcune scelte del parroco sulla destinazione delle offerte. Sempre in questa occasione, la madre di Bersani ha ricordato come la famiglia, cattolica e democristiana, fu inizialmente sconvolta dalla scelta del figlio di fondare una sezione di Avanguardia Operaia nel 1970 e poi di aderire al Partito Comunista Italiano. Nonostante sia stato un chierichetto, Pier Luigi Bersani ha professato di essere non credente.
Nel 1966, studente appena quindicenne, si recò a Firenze dopo l'alluvione del 4 novembre 1966, assieme ai tanti "angeli del fango" che parteciparono al salvataggio delle opere d'arte della città.
Dopo essersi diplomato al Liceo classico Melchiorre Gioia di Piacenza, si è laureato con lode in Filosofia all'Università di Bologna nel 1975, con una tesi sulla storia del Cristianesimo, centrata sulla figura di papa Gregorio Magno. Una volta laureato in Filosofia, svolge il servizio militare di leva, come soldato semplice, a Macomer.
Da ragazzo mentre volantinava in Piazza Maggiore a Bologna con un altro ragazzo di Avanguardia Operaia scampò ad un pestaggio da parte di alcuni militanti neo-fascisti del Fronte della Gioventù.
Dopo aver lavorato brevemente come insegnante, si è dedicato completamente all'attività amministrativa e politica.

### Vita privata
Si è sposato nel 1980 con la farmacista concittadina Daniela Ferrari, con la quale ha avuto due figlie.
Il 5 gennaio 2014 è stato ricoverato d'urgenza all'ospedale di Parma per una emorragia subaracnoidea e successivamente operato. Si è successivamente ripreso del tutto, tornando in Parlamento già il 25 febbraio dello stesso anno.

## Carriera politica

### Gli inizi
Iscritto al Partito Comunista Italiano (PCI), da giovanissimo è vicepresidente della Comunità Montana piacentina, quindi anche vicepresidente del Comitato Comprensoriale piacentino, e dal 1985 al 1990 è stato consigliere comunale di Bettola, eletto tra le file del PCI.

### Consigliere ed assessore regionale dell'Emilia-Romagna
In occasione delle elezioni regionali in Emilia-Romagna del 1980 è eletto consigliere regionale per il PCI, con 2.991 preferenze nella circoscrizione di Piacenza. Da allora verrà rieletto alle regionali del 1985, del 1990 fino a quelle del 1995. Durante il periodo come consigliere regionale, dal 1980 fino al 1990, è stato assessore nella giunta regionale dell'Emilia-Romagna, assumendo le deleghe regionali ai servizi sociali, lavoro, formazione professionale, mercato del lavoro e scuola in quella presieduta da Lanfranco Turci, mentre in quella presieduta da Luciano Guerzoni assume le deleghe regionali alla programmazione e Bilancio.
Nel 1990, con l'insediamento di Enrico Boselli a presidente della giunta regionale dell'Emilia-Romagna, il primo socialista sin dalla proclamazione della regione nel 1970, Bersani gli viene affiancato come vicepresidente con le deleghe regionali alla Programmazione e Affari istituzionali, mantenendo l'incarico fino al 1993.
In seguito al scioglimento del PCI con la svolta della Bolognina di Achille Occhetto nel 1991, aderisce alla nascita del Partito Democratico della Sinistra (PDS).

### Presidente della regione Emilia-Romagna
Il 6 luglio 1993 viene eletto all'età di 41 anni presidente della Regione Emilia-Romagna, in sostituzione del socialista Enrico Boselli.
Tra i provvedimenti più significativi assunti dalla nuova giunta si possono annoverare la nuova disciplina regionale relativa allo smaltimento dei rifiuti a tutela della salute, la ricerca delle migliori garanzie di protezione dell'ambiente e la nuova normativa regionale per l'assistenza domiciliare per i pazienti terminali.

#### Riconferma alla presidenza
In occasione delle elezioni regionali emiliane-romagnole dell'aprile 1995, le prime con l'indicazione diretta del presidente, Bersani viene candidato ed eletto facilmente col 54% dei voti (1.508.241), sostenuto da una coalizione di centro-sinistra denominata "Progetto Democratico" formata da: Partito Democratico della Sinistra, Popolari, Patto dei Democratici, Federazione dei Verdi e Partito Repubblicano Italiano - Federazione Laburista. Dal 1º gennaio al 1º luglio del 1995 ricopre anche l'incarico di presidente di turno della Conferenza delle Regioni e delle Province autonome. Durante il suo mandato di presidente della regione, Bersani si è fatto notare nella politica nazionale ed è stato percepito per la prima volta come una delle speranze del centro-sinistra italiano.
Nella primavera del 1995, la giunta guidata da Bersani promuove nuove norme per la promozione e la valorizzazione dell'associazionismo. Viene inoltre varata la legge regionale in tema di "Delimitazione territoriale dell'area metropolitana di Bologna e l'attribuzione delle relative funzioni"; sono poi istituiti il Parco regionale dell'Abbazia di Monteveglio, quello del Parco regionale dei laghi di Suviana e Brasimone e quello del Crinale Alta Val Parma e Cedra. La regione promuove altresì il Premio giornalistico televisivo Ilaria Alpi, dedicato alla memoria della giornalista uccisa.

### Ministro dell'industria, del commercio e dell'artigianato
Dopo la vittoria de L'Ulivo di Romano Prodi alle elezioni politiche del 1996, e il successivo incarico di formare un esecutivo presieduto da Prodi stesso, Bersani viene proposto da Prodi come ministro dell'industria, del commercio e dell'artigianato, dimettendosi il giorno stesso come presidente dell'Emilia-Romagna. Il giorno successivo, il 18 maggio 1996, giura nelle mani del Presidente della Repubblica Oscar Luigi Scalfaro come Ministro dell'industria, del commercio e dell'artigianato nel primo governo Prodi, incarico che mantiene nel successivo governo guidato da Massimo D'Alema fino alla sua fine il 22 dicembre 1999.  Bersani è stato il primo esponente dell'ex PCI ad assumere questa carica.
Nel 1998 aderisce alla svolta in chiave moderna di Massimo D'Alema dal PDS ai Democratici di Sinistra (DS), per unificare il PDS con altre forze della sinistra italiana e "ammainare" definitivamente il simbolo falce e martello in riferimento al comunismo, in favore alla rosa della socialdemocrazia. Successivamente diventa membro della Segreteria Nazionale dei DS, come responsabile del settore economico.

#### Provvedimenti
Il Decreto a lui intitolato (decreto legislativo n. 79 del 16 marzo 1999), di fatto, introdusse in Italia la liberalizzazione del settore elettrico. Gli effetti di questo decreto furono quelli di aprire un mercato elettrico che fin dalla nazionalizzazione del 1962 era di fatto monopolistico (per es. con il solo operatore nazionale l'Enel che poteva produrre e vendere energia elettrica agli utenti) ad altri operatori che diventarono così concorrenti.
Contribuì inoltre a varare con il decreto legislativo n. 114 del 31 marzo 1998, la nuova normativa sul commercio, che riforma alcune norme della precedente legge del 1971 inclusa l'abolizione delle tabelle merceologiche e anche, per la maggioranza degli esercizi, dell'iscrizione al Registro Esercenti il Commercio (REC). Il testo fu difeso da Bersani come una riforma necessaria dopo venti anni di silenzio sul tema a livello nazionale, ma criticato dalle opposizioni per essere un testo sbilanciato verso la grande distribuzione organizzata.

### Ministro dei trasporti e della navigazione
Il 22 dicembre 1999 giura nelle mani del neo-presidente della Repubblica Carlo Azeglio Ciampi come Ministro dei trasporti e della navigazione nel governo D'Alema bis, incarico che mantiene nel successivo governo guidato da Giuliano Amato fino alla sua fine l'11 giugno 2001.

### Elezione a deputato

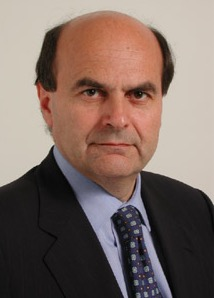
Bersani eletto per la prima volta alla Camera dei deputati nel 2001

Alle elezioni politiche del 2001 viene candidato nel collegio uninominale nº30 di Fidenza-Salsomaggiore per la Camera dei deputati, per la coalizione di centro-sinistra L'Ulivo, e viene eletto per la prima volta deputato con il 49,5% dei voti; nella XIV legislatura è componente della 10ª Commissione Attività Produttive della Camera.
Nell'estate del 2001, per rafforzare l'alfabetizzazione economica della sinistra italiana, ha fondato NENS (Nuova Economia Nuova Società) insieme a Vincenzo Visco, per istituire un centro studi che si occupi di cambiamento economico e sociale. È presidente dell'associazione Nuova Romea.
Da responsabile economico dei DS al Meeting di Rimini di Comunione e Liberazione del 2003 dichiara: "Se vuole rifondarsi, la sinistra deve partire dal retroterra di Cl. Solo l'ideale lanciato da Cl negli anni Settanta è rimasto vivo, perché è quello più vicino alla base popolare".

### Elezione al Parlamento europeo
Alle elezioni europee del 2004 viene candidato al Parlamento europeo nella circoscrizione Italia nord-occidentale, e successivamente eletto europarlamentare con 342.404 preferenze tra le liste Uniti nell'Ulivo; diventando membro della Commissione per i problemi economici e monetari e della Commissione per il mercato interno e la protezione dei consumatori. Componente anche della delegazione alle commissioni di cooperazione parlamentare UE-Kazakistan, UE-Kirghizistan, UE-Uzbekistan e per le relazioni con il Tagikistan, il Turkmenistan e la Mongolia, della delegazione per le relazioni con la Bielorussia e della delegazione all'Assemblea parlamentare Euromediterranea.
Durante il suo periodo da europarlamentare a Bruxelles, Bersani fu poco attivo nella politica europea, piuttosto continuò a concentrarsi sulla politica nazionale a Roma, dove diventa membro della Presidenza del comitato politico e del Comitato nazionale dei Democratici di Sinistra. Si dimette dal Parlamento europeo nel maggio 2006, quando viene rieletto alla Camera dei Deputati.

### Ministro dello sviluppo economico

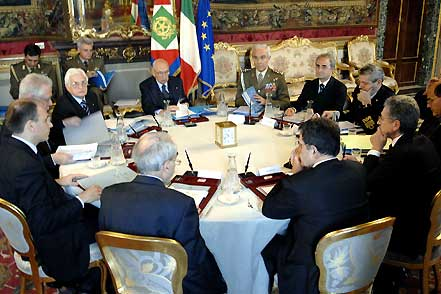
Bersani che partecipa al Consiglio supremo di difesa presieduto allora da Giorgio Napolitano

Dal 17 maggio 2006 all'8 maggio 2008 ha ricoperto la carica di Ministro dello sviluppo economico nel secondo governo Prodi. Il 4 luglio 2006 viene emanato dal Presidente della Repubblica Giorgio Napolitano il primo decreto Bersani, convertito in legge il 6 luglio 2006. Le tematiche del decreto, detto anche "decreto sulle liberalizzazioni" toccano molti settori, da quello del mercato, alla tutela dei consumatori e anche quello dell'evasione fiscale. Il 31 gennaio 2007 un secondo decreto, convertito in legge il 2 aprile 2007 amplia le liberalizzazioni e le tutele dei consumatori.
A Pier Luigi Bersani si devono le liberalizzazioni che consentono la stipula di un'assicurazione RCA per la prima volta utilizzando la classe di merito di uno dei componenti del nucleo familiare residente allo stesso indirizzo e l'istituzione della CARD. Tale procedura consente al danneggiato che ha subito un sinistro in un incidente di ricevere, sotto determinate condizioni, il risarcimento dalla propria compagnia, consentendo pertanto di snellire i tempi di liquidazione. Non di minore impatto sociale il Decreto sulla Surroga dei mutui, il quale consente ai titolari di mutui ipotecari di fare la portabilità del finanziamento, sovente a condizioni e tassi migliori o l'abolizione dei costi di estinzione anticipata e di ricarica del credito dei telefoni cellulari.
Il 13 novembre 2007 il Governo Italiano, con Bersani allora Ministro dello sviluppo economico, rinnovò un accordo bilaterale di partenariato con gli Stati Uniti per "lo scambio di informazioni sulla tecnologia energetica relative ai vari settori quali l'energia da carbone pulito, idrogeno, energia nucleare, la bioenergia e altre scienze energetiche fondamentali", della durata di cinque anni.
Firmatario da parte degli Stati Uniti fu il Segretario USA all'Energia Samuel Wright Bodman. Sembra che per l'occasione, come riportano fonti non verificate, il Ministro per lo sviluppo economico in carica, Bersani, avrebbe affermato che il risultato del referendum del 1987 sul nucleare non avrebbe escluso l'Italia dalla ricerca sulla generazione di energia nucleare, "l'ha solo sospesa", avrebbe affermato. L'allora Ministro per lo sviluppo economico, con gesto "diplomatico" avrebbe così inteso consentire all'Italia di rimanere agganciata ai programmi di ricerca internazionali sul nucleare, sul carbone pulito o altre forme di energie alternative. Da segnalare che la posizione di Bersani, e del partito di cui è divenuto segretario, durante il referendum del 2011 è stata espressamente contro il ritorno al nucleare.

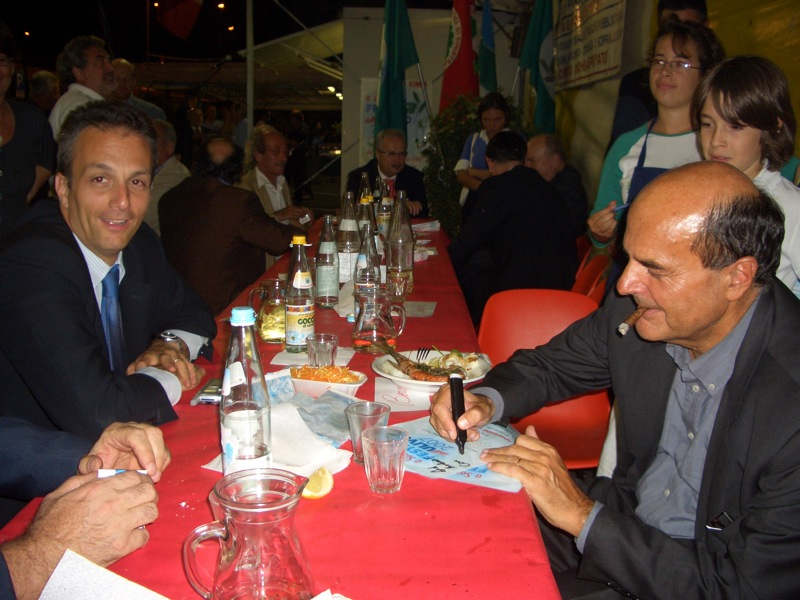
Bersani alla Festa dell'Ulivo a Trieste con Francesco Russo nel 2007

Nel 2007, con l'articolo 1 del D.L. n. 7 del 2007 «(…) è vietata, da parte degli operatori di telefonia mobile l'applicazione di costi fissi e di contributi per la ricarica di carte prepagate, anche via bancomat o in forma telematica, aggiuntivi rispetto al costo del traffico telefonico richiesto, nonché la previsione di termini temporali massimi di utilizzo del traffico acquistato (…). Le compagnie di telefonia mobile entro il 4 marzo 2007 si apprende dal comma 1, dovranno adeguare le proprie offerte commerciali, in modo da eliminare i costi fissi e i contributi sulle carte prepagate. Così facendo, il costo per l'utente sarà pari al traffico effettuato in relazione al proprio piano telefonico. Elimina pure la scadenza delle ricariche telefoniche.

### Nascita del Partito Democratico
Nel 2007 è stato uno dei protagonisti tra i fondatori del Partito Democratico, ed era considerato un possibile candidato alla Segreteria nazionale del neo-partito, alternativo a quella del sindaco di Roma Walter Veltroni. Ma, nonostante ci fosse chi lo invitava a correre contro Veltroni, decide di non candidarsi alle primarie di quell'anno del Partito Democratico appena costituitosi, affermando che una sua candidatura alternativa a quella del suo amico di partito Veltroni avrebbe disorientato una parte dell'elettorato, scelta apprezzata dall'allora segretario dei DS Piero Fassino.
Dopo la vittoria di Veltroni alle primarie, viene nominato da quest'ultimo Responsabile nazionale dell'Economia nella Segreteria nazionale del Partito Democratico. Dopo la sconfitta del PD alle elezioni politiche del 2008, dov'è stato rieletto alla Camera nella medesima circoscrizione, viene nominato da Veltroni Ministro dell'Economia e delle Finanze nel suo Governo ombra del Partito Democratico, ruolo che ricopre dal 9 maggio 2008 al 21 febbraio 2009.

### Segretario del Partito Democratico

#### Elezioni primarie

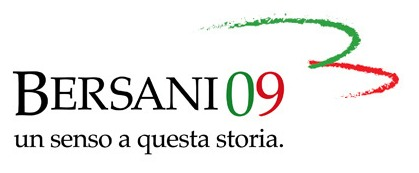
Logo della campagna elettorale di Bersani per le primarie del 2009

Il 24 febbraio 2009 Dario Franceschini (già vicesegretario del PD), appena nominato segretario del PD dopo le dimissioni di Veltroni dalla segreteria nazionale, dopo l'esito negativo alle regionali sarde, nomina Bersani Presidente nazionale del Forum Economico del PD. In seguito, Bersani annuncia la sua intenzione di candidarsi come nuovo segretario del Partito Democratico, riconoscendo che la scelta di non candidarsi alle primarie del 2007 sia stata sbagliata.

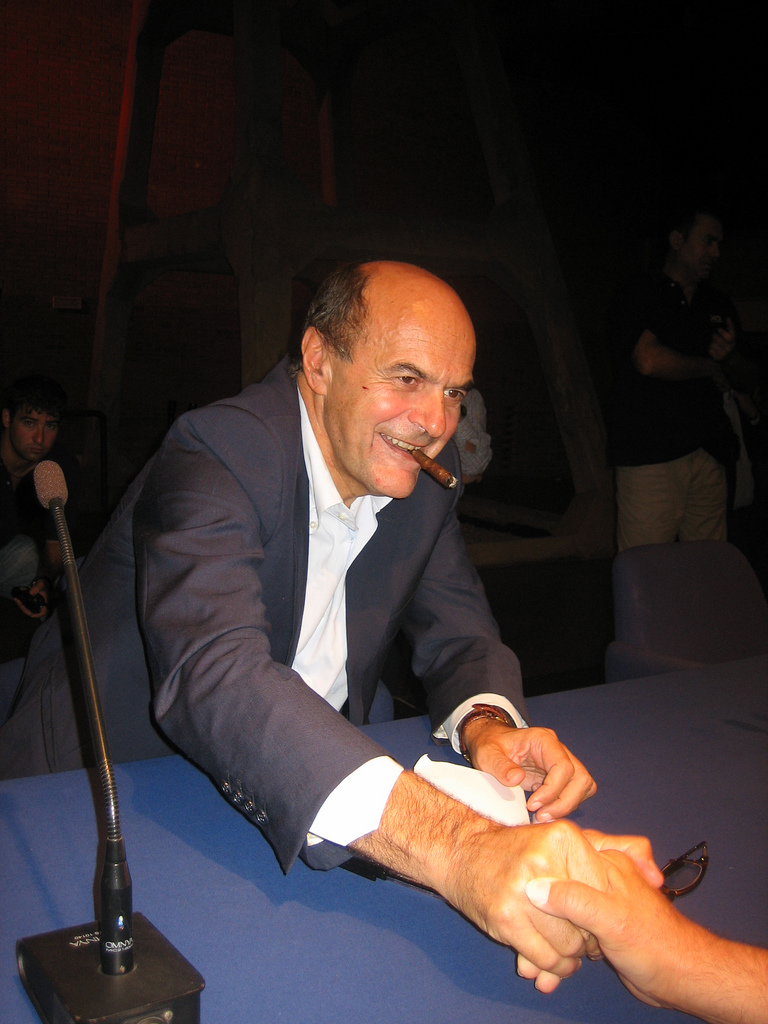
Bersani durante la Festa Democratica Nazionale nel 2009

La candidatura di Bersani, e la sua campagna elettorale coordinata da Filippo Penati, si incentra sull'esigenza di recuperare e unire i valori cattolici-popolari con quelli del socialismo democratico e della socialdemocrazia. Ha inoltre dichiarato il suo impegno per far sì che ogni cittadino possa votare non solo il segretario di partito, bensì anche ciascun parlamentare.
Ottiene, fra gli altri, il sostegno alla sua candidatura di Massimo D'Alema (ex segretario del PDS/DS ed ex Presidente del Consiglio, di cui è stato suo ministro), Rosy Bindi (vicepresidente della Camera ed ex ministra), Enrico Letta (ex segretario di stato alla Presidenza del Consiglio ed ex ministro), Livia Turco (ex ministra della solidarietà sociale e salute), Rosa Russo Iervolino (sindaca di Napoli ed ex ministra), Antonio Bassolino (presidente della Regione Campania, ex ministro e sindaco di Napoli) e Marco Follini (ex segretario del CCD/UDC ed ex Vicepresidente del Consiglio).
Alle elezioni primarie del partito svoltesi il 25 ottobre Bersani riceve 1.623.239 di voti, pari al 53,23%, risultando primo dei candidati (nonostante fosse indicato come un outsider) e vincendo le primarie, battendo gli sfidanti il Dario Franceschini, segretario uscente del PD (all'epoca rappresentante l'ala veltroniana del PD), e il senatore Ignazio Marino, venendo così eletto segretario nazionale del PD.

#### Segreteria del partito

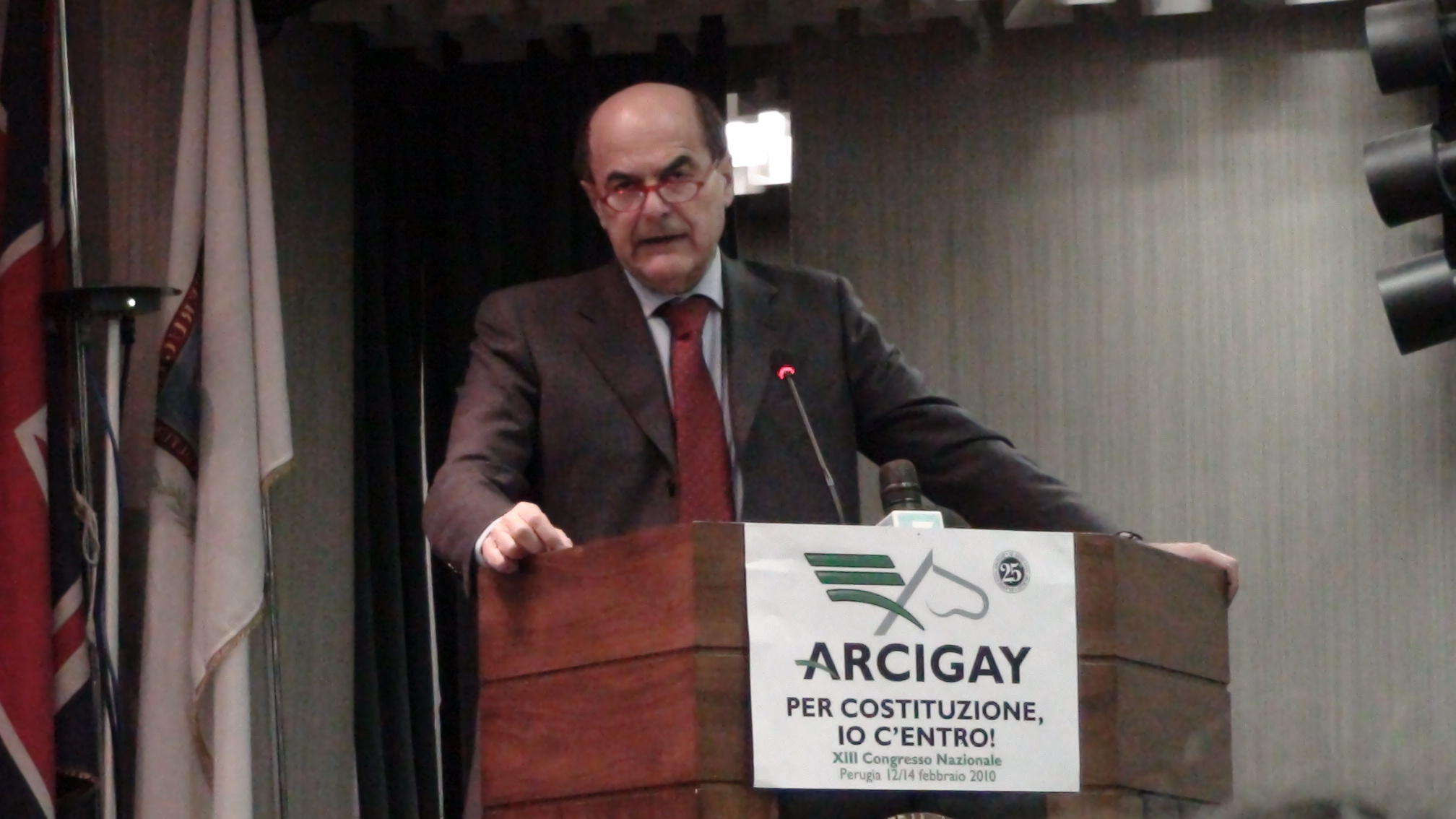
Bersani al XIII Congresso nazionale dell'Arcigay di Perugia nel 2010

A seguito dell'elezione, Bersani ha inaugurato una serie di incontri con i leader dei partiti all'opposizione del governo Berlusconi (Antonio Di Pietro dell'Italia dei Valori, Nichi Vendola di Sinistra Ecologia Libertà, Pier Ferdinando Casini e Lorenzo Cesa dell'Unione di Centro, Emma Bonino e Marco Pannella dei Radicali Italiani, Paolo Ferrero di Rifondazione Comunista e Oliviero Diliberto di Partito dei Comunisti Italiani) per cercare un'intesa comune sulla conduzione dell'opposizione al governo del Popolo della Libertà-Lega Nord, cercando disponibilità per un'alleanza per le prossime elezioni regionali, escludendo però un'alleanza di governo nazionale con la Federazione della Sinistra con la quale rimane però in piedi l'ipotesi di un accordo tecnico-elettorale. Il 7 novembre 2009, tramite l'istituto dell'Assemblea Nazionale, Bersani diventa ufficialmente il segretario del PD.

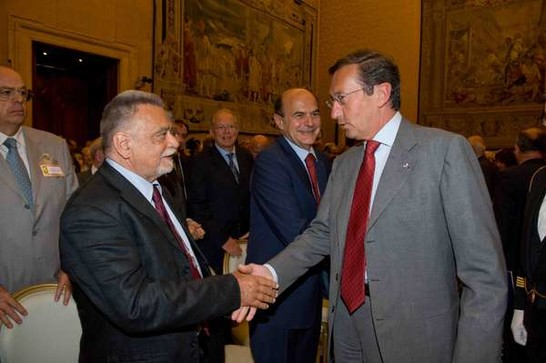
Bersani con Achille Occhetto e il presidente della Camera Gianfranco Fini a Montecitorio nel 2011

Nel 2010, dopo le dimissioni di Claudio Scajola da ministro dello sviluppo economico per il caso Anemone, Bersani si scagliò contro il Presidente del Consiglio Silvio Berlusconi, per aver mantenuto l'interim del dicastero per 5 mesi, arrivando ad affermare "Il ministero vuoto è uno scandalo"; il motivo dell'azione sta nel fatto che, in quanto ex ministro dello sviluppo economico, sapeva benissimo che quel ministero non può restare a lungo vuoto per la sua importanza; oltre al fatto che Berlusconi aveva gestito l'interim e la ricerca del nuovo sostituto al Mise in un modo che Alessandro Gilioli, giornalista de L'Espresso, aveva definito imbarazzante.

#### Primarie del centro-sinistra "Italia. Bene Comune"

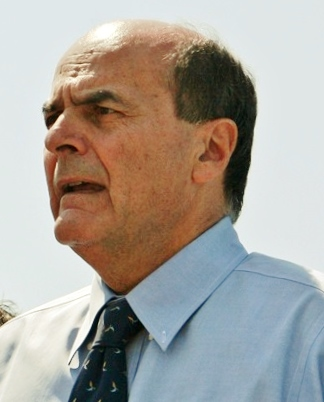
Bersani ad un comizio nel 2012

L'8 giugno 2012, nel corso della Direzione nazionale del partito, ufficializza l'intenzione di tenere le primarie per la scelta del leader della coalizione del centro-sinistra e il suo candidato alla Presidenza del Consiglio alle elezioni politiche del 2013, dove viene confermata nuovamente davanti all'Assemblea nazionale del PD del successivo 14 luglio, annunciando nel contempo la propria candidatura. Il 31 luglio Bersani ha presentato una Carta d'intentità, intitolata "Italia. Bene Comune", che descrive il programma elettorale della futura coalizione., registrando il giorno seguente il sostegno di Nichi Vendola, presidente della regione Puglia e leader di Sinistra Ecologia Libertà, che si è anch'esso candidato Successivamente il nome "Italia. Bene Comune" darà il nome alla coalizione del centro-sinistra e alle elezioni primarie del 2012.
Tra gli sfidanti di Bersani ci sono, oltre a Nichi Vendola, anche: il sindaco di Firenze ed ex presidente della Provincia di Firenze Matteo Renzi (in quota PD), il consigliere regionale del Veneto ed ex sindaco di Montebelluna Laura Puppato (in quota PD) e l'assessore comunale al Bilancio di Milano Bruno Tabacci (in quota Alleanza per l'Italia).
Poco prima che si svolga il primo turno, riceve l'endorsement di Adriano Sofri, spiegando su La Repubblica le sue motivazioni. Nel primo turno delle primarie "Italia. Bene Comune", svolto il 25 novembre 2012 con un'affluenza di oltre 3 milioni di votanti, Bersani si posiziona primo tra i cinque candidati con 1 395 096 voti complessivi pari al 44,9% contro 1 104 958 voti pari al 35,5% di Matteo Renzi, 485 689 voti Nichi Vendola 15,6%, 80 628 voti per Laura Puppato 2,6% e 43 840 voti per Bruno Tabacci 1,4%.
Al turno del ballottaggio, Bersani riceve il sostegno di tutti i candidati eliminati al primo turno delle primarie: Vendola, Puppato e Tabacci. Il 2 dicembre 2012, al secondo turno, Bersani vince il ballottaggio delle primarie con 1 706 457 voti, pari al 60,9%, mentre Renzi ottiene 1 095 925 voti, il 39,1%. Bersani vince in tutte le regioni italiane, con la sola eccezione della Toscana (regione natale di Renzi); registra ottimi risultati nell'Italia meridionale dove supera in diverse regioni il 70% di voti.

#### Elezioni politiche del 2013 e l'incarico di formare un governo

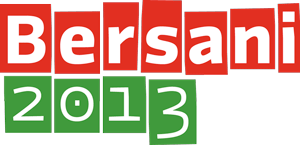
Logo utilizzato da Bersani per le politiche del 2013

Una volta che Pier Luigi Bersani diventa il candidato ufficiale della coalizione di centro-sinistra Italia. Bene Comune alla Presidenza del Consiglio dei Ministri per le elezioni politiche del 2013, viene candidato alla Camera dei deputati come capolista del PD nelle circoscrizioni Lombardia 1, Lazio 1, Sicilia 1; viene eletto in tutte e tre le circoscrizioni, ma opta per il seggio in Lombardia 1.
Alle elezioni politiche Bersani ottiene un risultato che garantisce una vittoria di stretta misura della coalizione di centro-sinistra sul centro-destra (vittoria che però ha dato la maggioranza al centro-sinistra solo alla Camera, e non al Senato), oltre a vedere un'affermazione del Movimento 5 Stelle, guidato da Beppe Grillo e Gianroberto Casaleggio, come primo partito italiano. Mentre è in corso lo scrutinio delle schede per le elezioni regionali, dove in Lombardia Umberto Ambrosoli arretra su Roberto Maroni, mentre nel Lazio e Molise avanzano rispettivamente Nicola Zingaretti e Paolo Di Laura Frattura, Bersani tiene un discorso dove afferma: «chi non riesce a garantire governabilità non può dire di aver vinto le elezioni: non abbiamo vinto anche se siamo arrivati primi» e ha spiegato che il PD si prenderà le sue responsabilità, tra tutte «essere portatori di una proposta di cambiamento». Bersani ha detto che il PD non «predisporrà diplomazie con questo o con quello», senza fare «discorsi a tavolino sulle alleanze», ma proponendo al Parlamento «alcuni punti fondamentali di cambiamento, un programma essenziale: riforma delle istituzioni; riforma della politica; nuova legge sui partiti; costi della politica; moralità pubblica e privata; difesa dei ceti più esposti alla crisi; impegno per una nuova politica europea per il lavoro».
Il 22 marzo 2013, il Presidente della Repubblica Giorgio Napolitano lo incarica di formare un nuovo governo, con l'obiettivo di trovare la fiducia in Parlamento. Tuttavia il successivo 28 marzo, in conferenza stampa davanti al Palazzo del Quirinale, comunica che il mandato non ha avuto esito positivo e lo rimette nelle mani del Presidente della Repubblica.
A posteriori, Bersani afferma che l'esito delle politiche 2013 sia il risultato del sostegno leale del PD al governo Monti, oltre ad accusare Beppe Grillo per la mancata formazione del "governo del cambiamento".

#### Il "complotto dei 101" e le dimissioni
In occasione dell'elezione del Presidente della Repubblica Italiana del 2013, Bersani propone di votare al 1º scrutinio l'ex presidente del Senato Franco Marini, con un accordo trasversale con il PdL, Scelta Civica, Lega Nord, Fratelli d'Italia e UdC. Ma la candidatura di Marini non sortisce i risultati sperati, complice il dissenso esplicito dei grandi elettori PD vicini a Matteo Renzi (che aveva definito la candidatura di Marini come "un dispetto al Paese"), anche se i voti ottenuti (521) sarebbero stati sufficienti a garantirne l'elezione dal 4º scrutinio in poi. Al 2º e 3º scrutinio, Bersani passa le istruzioni di votare scheda bianca.
Fallita la candidatura di Marini, Bersani assieme a SEL propone il nome di Romano Prodi, proposta osteggiata da subito da tutto il centro-destra che decide di non partecipare alla votazione. Tutta la coalizione di centro-sinistra si dichiara ufficialmente concorde nel sostenere Prodi al 4º scrutinio, ma nel segreto dell'urna 101 franchi tiratori fanno mancare il loro voto. Il fatto sarà ricordato nelle cronache come "Il complotto dei 101".
Sentitosi tradito da una parte consistente della sua coalizione per via della mancata elezione di Marini prima e di Prodi poi, Bersani annuncia all’assemblea del PD l'intenzione di dimettersi da segretario immediatamente dopo l'elezione del Capo dello Stato. Il 20 aprile si dimette dopo la rielezione a Presidente della Repubblica di Giorgio Napolitano per un secondo mandato. Il 28 aprile il suo compagno di partito, nonché vicesegretario del PD, Enrico Letta diventa Premier con un governo di larghe intese.

### Primarie PD del 2013 e opposizione a Matteo Renzi

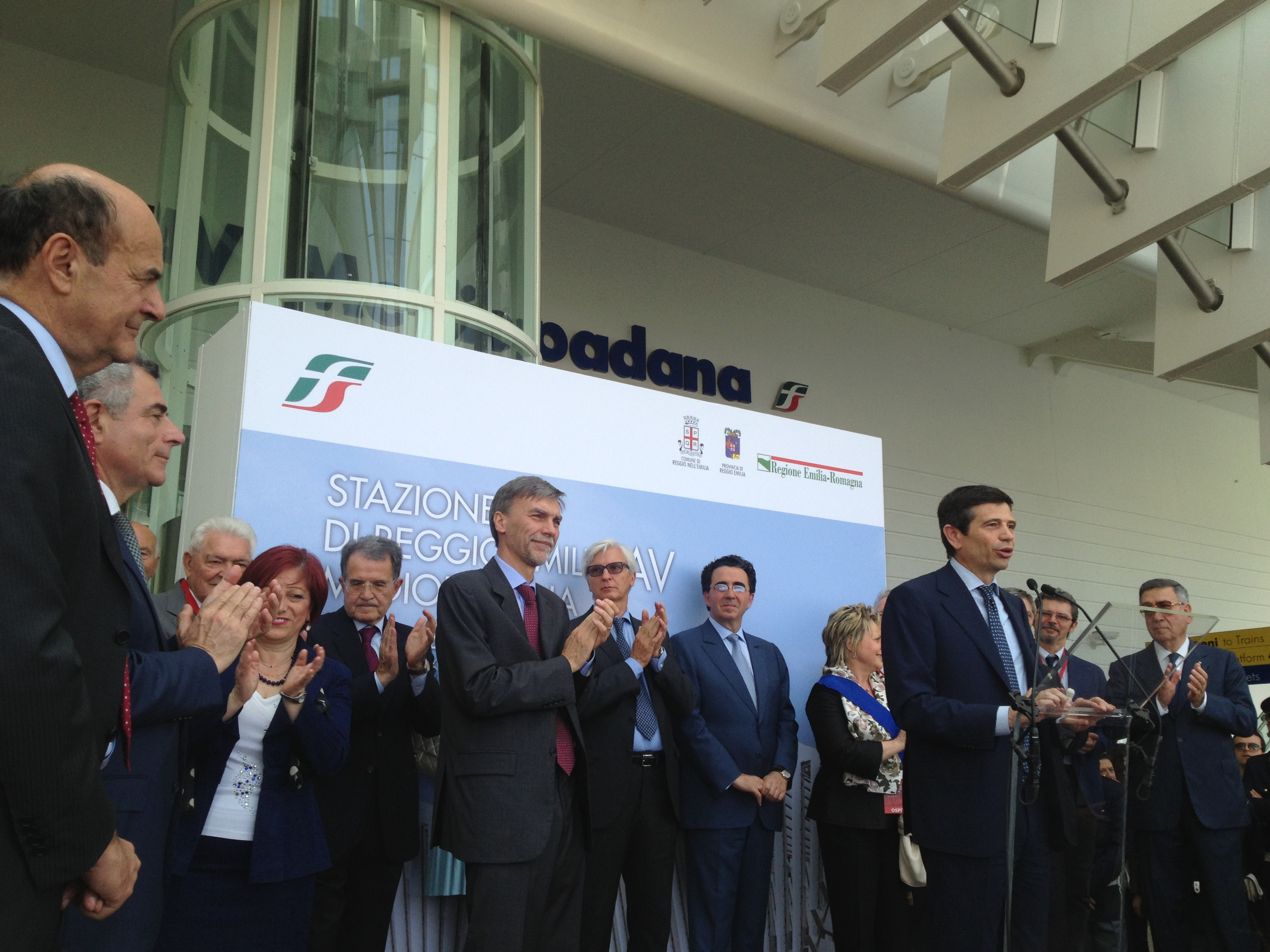
Bersani (primo a sinistra) all'inaugurazione della stazione TAV di Reggio Emilia nel 2013

In vista delle elezioni primarie del Partito Democratico del 2013 appoggia, assieme ai suoi "bersaniani" (Roberto Speranza, Ugo Sposetti, Vannino Chiti, Flavio Zanonato e Enrico Rossi), la candidatura alla segreteria del PD di Gianni Cuperlo, ex segretario della Federazione Giovanile Comunista Italiana e della Sinistra Giovanile, considerato vicino all'ex Presidente del Consiglio e leader PDS/DS Massimo D'Alema.
Ricoverato d'urgenza e operato per un'emorragia subaracnoidea a gennaio, il 25 febbraio 2014 torna alla Camera dei deputati per votare la fiducia al nuovo Governo Renzi e per salutare il premier uscente Letta.
Successivamente guida la cosiddetta "minoranza dem" all'interno del Partito Democratico, criticando ed opponendosi ad alcune decisioni del Presidente del Consiglio, nonché segretario del Partito Democratico Matteo Renzi, come sull'alleanza con il gruppo parlamentare ALA (Alleanza Liberalpopolare - Autonomie) guidato da Denis Verdini, oppure sulla campagna elettorale per il referendum costituzionale sulla riforma Renzi-Boschi.
Il 4 maggio 2015 è tra coloro che votano contro la nuova legge elettorale proposta dal PD e il suo segretario Matteo Renzi: l'Italicum, la nuova legge elettorale che viene approvata dalla Camera.
Il 10 ottobre 2016, dopo settimane di silenzio, annuncia la sua posizione circa il referendum sulla riforma costituzionale Renzi-Boschi, affermando di aver deciso di votare No e sostenerne la relativa campagna, entrando così in definitiva rotta di collisione con il Presidente del Consiglio, nonché segretario del PD Renzi, e diventando il principale oppositore interno al PD.

### Scissione in Articolo Uno
Il 21 febbraio 2017, ospite al talk show condotto da Giovanni Floris su LA7 Di Martedì, afferma che non intende rinnovare la tessera del PD e partecipare al prossimo congresso per l’elezione del nuovo segretario dopo le dimissioni di Renzi.  Il successivo 25 febbraio una parte della "minoranza dem" si scinde dal Partito Democratico, a causa di un acceso dibattito con la maggioranza per la linea attuata dal partito sotto la segreteria di Renzi, e insieme ad altri esponenti, tra cui Massimo D'Alema, Roberto Speranza, Guglielmo Epifani, Enrico Rossi, Vasco Errani, e l'ex capogruppo di SEL Arturo Scotto dà vita ad Articolo 1 - Movimento Democratico e Progressista (Art.1-MDP). La nuova formazione comprende 37 deputati e 14 senatori, che sostengono il nuovo governo Gentiloni fino alla posizione della questione di fiducia in occasione del voto sulla legge elettorale denominata Rosatellum.
Alle elezioni politiche del 2018 viene candidato alla Camera dei deputati tra le liste di Liberi e Uguali, dove viene rieletto nella circoscrizione Emilia-Romagna.
Nel 2020, a Cartabianca di Bianca Berlinguer, dopo che l'Italia è uscita dalla prima ondata di COVID-19, Bersani critica l'atteggiamento avuto dal centro-destra durante la gestione della prima ondata: «Se avessero governato loro, non sarebbero bastati i cimiteri». Le frasi di Bersani non sono passate inosservate, soprattutto da Giorgia Meloni e Matteo Salvini, che a posteriori giustifica la durezza del suo commento spiegando che uno dei luoghi in cui questa epidemia ha colpito più duramente è stata proprio la provincia di Piacenza, dove Bersani è nato.
Nel 2021, intervistato dal Fatto Quotidiano, annuncia che non si ricandiderà più in Parlamento, affermando: «Cinquantasei anni fuori casa bastano a sentirsi realizzato. Non lascerò la politica, quella non si lascia mai. Il seggio sì». Il 4 agosto 2022 comunica di non volersi candidare in vista delle elezioni politiche italiane del 2022.
A seguito dello scioglimento di Articolo 1 - Movimento Democratico e Progressista, l'11 giugno 2023 rientra nel Partito Democratico dopo sei anni di assenza.

## Immagine pubblica

### Metafore
Bersani è stato molto spesso oggetto della satira del comico Maurizio Crozza, soprattutto per le insolite metafore che è solito usare nei discorsi politici e nelle dichiarazioni alla stampa, dove tra l'altro non manca di fare riferimento al suo modesto sostrato sociale nelle discussioni politiche. Bersani ha sempre accettato di buon grado queste imitazioni, arrivando addirittura a partecipare, con lo stesso Crozza (durante lo spettacolo Italialand), a un duello di metafore scritte ad hoc dal comico e dai suoi autori. Più volte Bersani ha ribadito l'importanza della metafora come strumento per avvicinare un concetto alla mente delle persone, in maniera chiara e cristallina. Tra le metafore frequentemente utilizzate da Bersani, alcune tra le più note sono:
- "non siamo qui ad asciugare gli scogli" usata come appello a concentrarsi su un'attività significativa e pragmatica.[78]
- "pettinare le bambole" o "smacchiare i giaguari" entrambe con il significato di "attività inutile".
- "la mucca nel corridoio sta bussando alla porta" usata per commentare la rabbia sociale che ha portato alla vittoria di Donald Trump alle elezioni presidenziali negli Stati Uniti d'America del 2016.[79][80]
- "non stiamo dando l'Oscar alla carriera" usata per commentare la candidatura di Silvio Berlusconi alla presidenza della Repubblica nel 2022.[81][82]
- "Il maiale è tutto di prosciutti" usata per commentare la proposta di Matteo Renzi di sforare il deficit pubblico per garantire crescita economica e meno tasse.[83]

### Foto con la "birretta"
Una foto prima del congresso del PD a gennaio 2012, ripresa su molti giornali, è considerata caratteristica. È stata scattata da Luca Sappino, giovane dirigente romano di SEL, e mostra Bersani seduto da solo con un bicchiere di birra in un ristorante vicino alla sede del partito mentre scrive con carta e penna il suo discorso programmatico per il congresso del partito.

### Cinema
Nel 2023 interpreta sette personaggi nel cortometraggio  di Agostino Ferrente Coupon. Il Film della Felicità dedicato alla canzone Coupon, del cantautore Andrea Satta (fondatore dei Têtes de Bois).

## Opere
- Pier Luigi Bersani, Enrico Letta, Viaggio nell'economia italiana, a cura di Lelio Alfonso, Donzelli, 2004, ISBN 88-7989-890-6.
- Pier Luigi Bersani, Enrico Letta, Sulla via dei distretti. Un viaggio per rilanciare l'economia italiana, Roma, L'Unità-Europa, 2004.
- Pier Luigi Bersani, Per una buona ragione, Laterza, 2011, ISBN 978-88-420-9689-4.
- Pier Luigi Bersani, PoliticaMENTE, Bompiani, 2018.
- Pier Luigi Bersani, Chiedimi chi erano i Beatles, Rizzoli, 2025, ISBN 978-88-171-8838-8